# Мойинкум (пустеля, Алматинська область)
Моїнку́м (каз. Мойынқұм) — піщаний масив в Центральній Азії (Казахстан).
Розташований в Балхаш-Алакольській улоговині, на півдні обмежений хребтом Малайсари, на півночі переходить в пустелю Сари-Ішикотрау.  Цю пустелю не слід плутати з величезною пустелею Мойинкум, яка розташована в Південному Казахстані.
Малий Мойинкум починається за 10 км на північ від м Алмати і далі тягнеться на північ понад 20 км лівим берегом річки Каскелен до м Капчагай і р. Ілі. Середня ширина піщаного масиву складає близько 2-5 км при загальній площі близько 60 км². Піски складені в результаті наносної діяльності р. Каскелен. Піщаний масив розташований на висотах 500-600 м вище рівня моря. У східній частині його перетинають автомобільні траси (Алмати-Капчагай), а також залізниця. Рослинність ксерофітна. По околицях пустелі розташовуються населені пункти Караой, Зарічне та Арна..